# Matthiola incana
Grande giroflée
Pour les articles homonymes, voir Giroflée.
Espèce
La grande giroflée (Matthiola incana) ou giroflée des jardins  ou giroflée des fenêtres est une espèce de plantes annuelles ou bisannuelles hémicryptophytes, de la famille des Brassicacées, originaire du sud de l'Europe.

## Synonymes
- Matthiola annua Sweet
- Cheiranthus incanus L.
- Cheiranthus annuus L.
- Cheiranthus fenestralis L.
- Cheiranthus graecus Pers.

## Description
- Plante haute d'une cinquantaine de centimètres.
- Feuilles lancéolées non lobées
- La base de la plante est ligneuse, la tige nue porte les cicatrices des anciennes feuilles
- Floraison de mai à juillet.

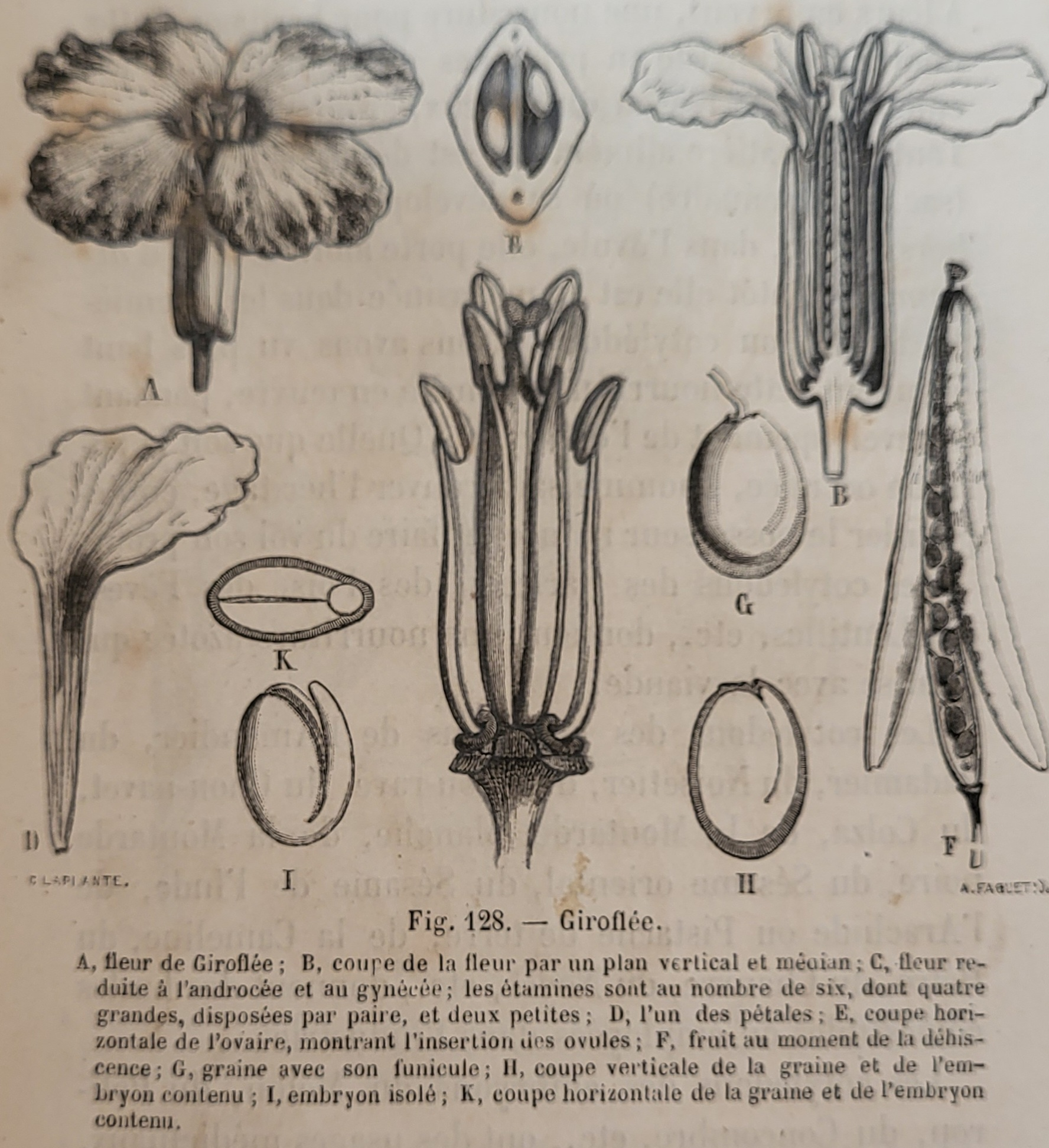
Organes des giroflées (1876).
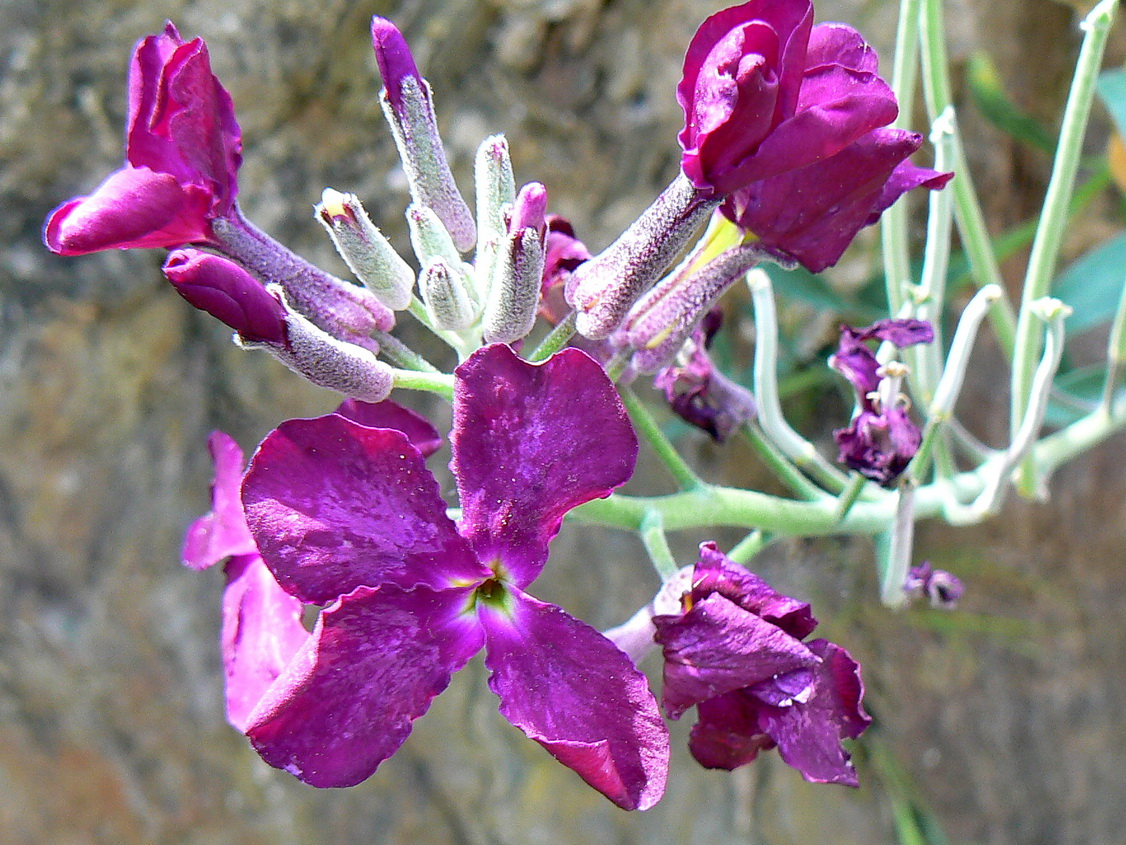
Variété aux fleurs violettes.
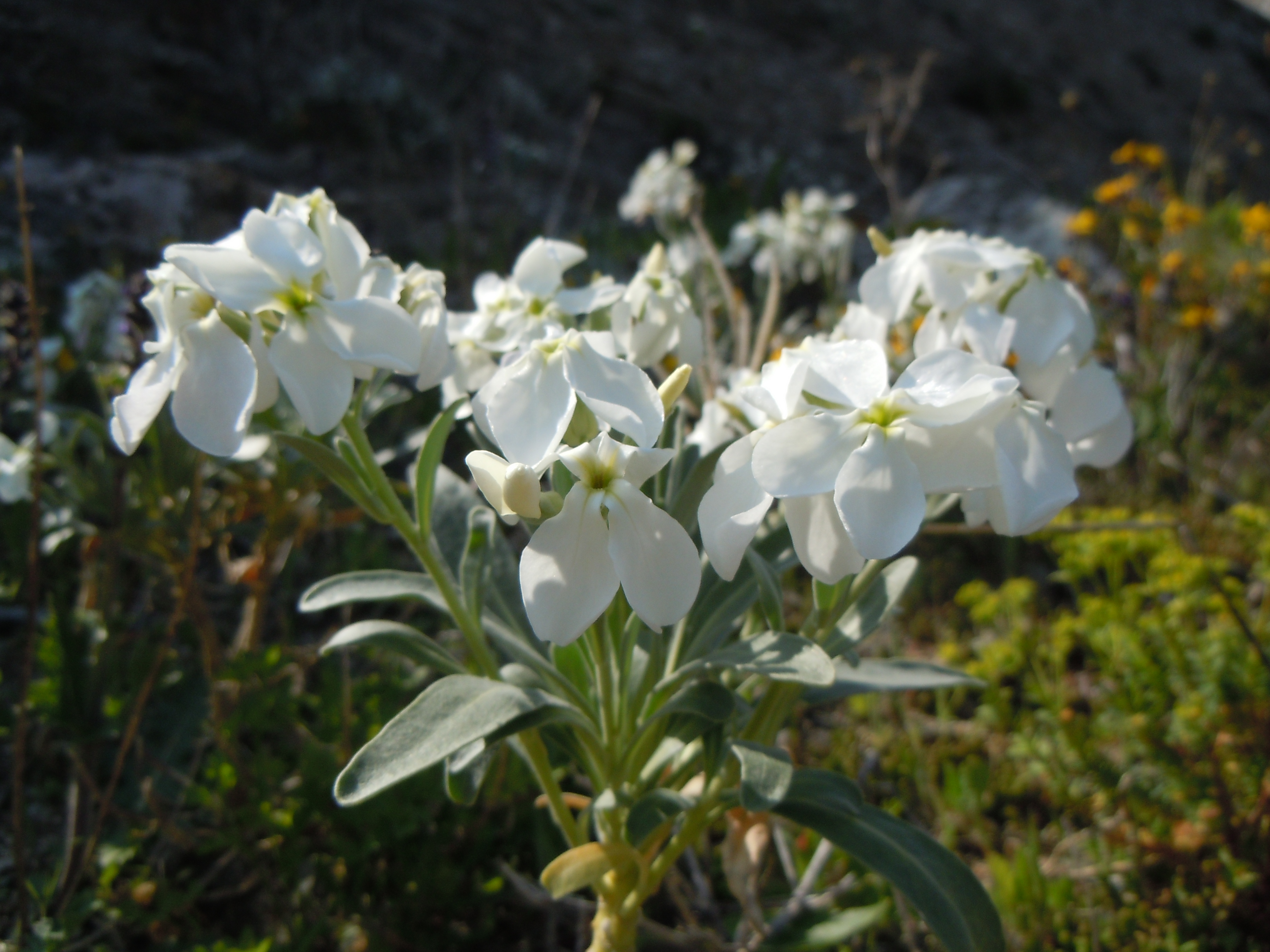
Variété aux fleurs blanches.

## Répartition
Rochers du littoral en Europe occidentale et méditerranéenne.

## Culture
Il s'agit d'une plante cultivée à des fins ornementales avec de nombreuses variétés.